# Késova Gorá
Késova Gorá (ruso: Ке́сова Гора́) es un asentamiento de tipo urbano de Rusia, capital del ókrug municipal homónimo en la óblast de Tver.
En 2021, el asentamiento tenía una población de 3746 habitantes.
Se ubica a medio camino entre las ciudades de Kashin y Bézhetsk, con las cuales está conectada a través de un camino rural. Al norte del asentamiento pasa el río Káshinka.

## Historia
Se conoce la existencia del asentamiento en documentos desde 1238. En su origen formaba parte del Bezhetski Verj, un área rural medieval vinculada a Nóvgorod. Tras la integración del área en el principado de Moscú, pasó ser la sede de un vólost en el uyezd de Kashin. En los siglos XVIII-XIX, Késova Gorá llegó a ser un importante centro comercial, con cuatro ferias anuales. La Unión Soviética le dio en 1929 el estatus de capital distrital en la óblast de Moscú (en 1935 pasó definitivamente a la óblast de Kalinin) y en 1975 el de asentamiento de tipo urbano.